# 中村隆象
中村 隆象（なかむら りゅうぞう、1948年（昭和23年）7月9日 - ）は、日本の政治家。福岡県古賀市長（通算4期）。

## 来歴
福岡県古賀市筵内出身。古賀町立古賀東小学校、古賀町立古賀中学校、福岡県立修猷館高等学校卒業。1971年（昭和46年）3月、東京大学経済学部卒業。同年4月、新日本製鐵に就職。
1998年（平成10年）に古賀市長選挙に初当選。
2010年（平成22年）、4期目を狙うも竹下司津男との一騎討ちに敗れ落選（竹下：11,892票、中村：10,955票）。落選中の4年間は趣味のゴルフと囲碁に没頭したと語る。
2014年（平成26年）11月30日に行われた市長選で現職の竹下ら5候補を下し、市長に返り咲いた。2018年（平成30年）の市長選は出馬しなかった。
2019年、旭日小綬章受章。